# I Stand Alone (píseň)
I Stand Alone je singl od americké heavy metalové kapely Godsmack. Píseň byl určená pro soundtrack k filmu Král Škorpion, ovšem zaujala místo na připravované desce Faceless z roku 2003.
„I Stand Alone" se umístil na 1. místě americké hitparádě Mainstream Rock a 20. místě Modern Rock. Ve Spojených státech je singl certifikován jako zlatý, díky více než 500 000 prodaným kusům. Videoklip k písni ukazuje scény ze zmíněného filmu a samozřejmě členy skupiny.
Song se objevil ve hrách Prince of Persia: Warrior Within a Rock Band. „I Stand Alone" obdržel dvě nominace Grammy (za rok 2002), a to pro Best Rock Song (nejlepší rockovou píseň) a Best Hard Rock Performance (nejlepší hard rockové provedení).

## Hitparády
| Rok (2002)                           | Umístění |
| ------------------------------------ | -------- |
| Dutch Top 100                        | 70       |
| Billboard Hot Mainstream Rock Tracks | 1        |
| Billboard Modern Rock Tracks         | 20       |
| Billboard Billboard Hot 100          | 103      |